# Iruma, Saitama
Iruma (japanska: 入間市  ?, Iruma-shi) är en stad i Saitama prefektur i Japan. Staden fick stadsrättigheter 1966.